# Bacino di Mingäçevir
Il bacino di Mingäçevir o Mingachevir (in russo) è un lago artificiale situato nei pressi di Mingäçevir, in Azerbaigian. Costituisce la maggiore riserva d’acqua del paese e, con una superficie di 605 km², è il più grande lago artificiale del Caucaso.

## Geografia
Lungo oltre 63 km e largo 19 km, il lago è alimentato dal fiume Kura e da almeno due dei suoi affluenti, lo Iori e l’Alazani.